# Bennie Green
Bennie Green (* 16. April 1923 in Chicago, Illinois; † 23. März 1977 in San Diego, Kalifornien) war ein US-amerikanischer Jazzmusiker (Posaune).

## Leben und Wirken
Green hatte bei Trummy Young Unterricht und begann 1942 bei Earl Hines, in dessen Orchester ihn schon bald Dizzy Gillespie und Charlie Parker mit dem Bebop und seinen harmonischen Neuerungen bekannt machten. Früher schon als J. J. Johnson entwickelte Green das Spiel auf der Bebop-Posaune, das er mit mächtigem Ton natürlich swingend gestaltete. Nach dem Militärdienst 1946 kehrte er zu Hines zurück. Er arbeitete nach einem Engagement bei Gene Ammons im Orchester von Charlie Ventura. Daneben spielte er mit Sonny Stitt, Babs Gonzales, Coleman Hawkins, Miles Davis (Miles Davis and Horns) und Sarah Vaughan.
Für erste Einspielungen stellte er Bands mit Eddie Lockjaw Davis und Art Blakey zusammen. 1953 spielte er im Rahmen des Jazz Composers Workshop mit John Lewis, Charles Mingus und J. J. Johnson, Kai Winding sowie Willie Dennis und legte so den Grundstock für den „Four Trombones“-Sound. Er nahm ferner mit Frank Wess, Candido, Buck Clayton, Charlie Rouse, Johnny Griffin und anderen auf. 1961 erschienen unter dem Titel „Hornful of Soul“ Aufnahmen, bevor er sich aus gesundheitlichen Gründen zurückzog. Nach 1968 war er weiterhin an der Aufnahme und Aufführung der „Sacred Concerts“ von Duke Ellington (1968/69) beteiligt, spielte dann regulär in Hotelbands in Las Vegas, kam aber gelegentlich zu Auftritten mit Sonny Rollins, sowie auf dem Newport Jazz Festival oder 1976 mit Lionel Hampton zurück auf die Szene.

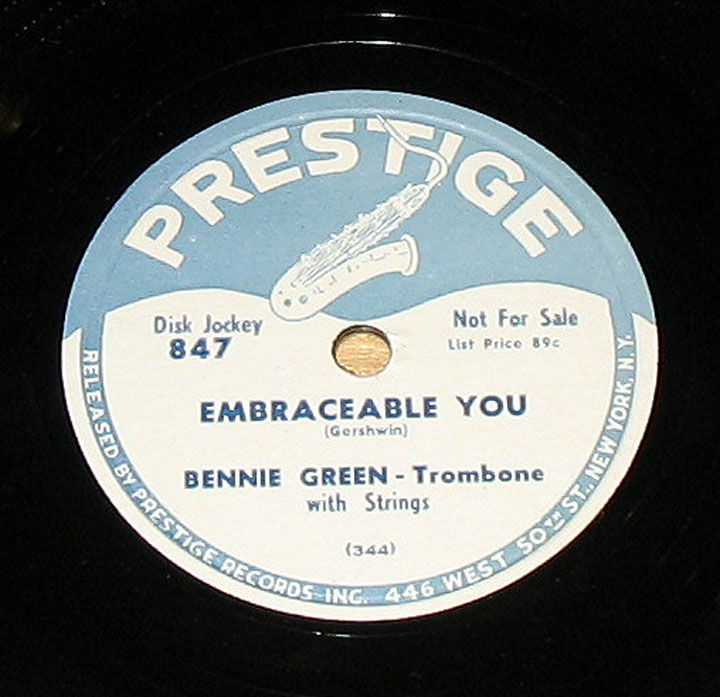
78er von Bennie Green „Embraceable You“

## Diskographische Hinweise
- Go Ahead and Blow! (Ocium, 1948–54) Aufnahmen mit dem Charlie Ventura Orchestra, Coleman Hawkins, Eddie Lockjaw Davis, Budd Johnson, Big Nick Nicholas, Billy Root
- Blows His Horn (Prestige/OJC, 1955) mit Charlie Rouse, Paul Chambers, Osie Johnson
- Walking Down (Prestige/OJC, 1956) mit Eric Dixon
- Bennie Green with Art Farmer (Prestige/OJC, 1956) mit Addison Farmer, Philly Joe Jones
- The Swingin'est (Collectables, 1960) mit Nat Adderley, Gene Ammons, Frank Foster
- Glidin´ Along (Prestige/OJC, 1961) mit Johnny Griffin, Junior Mance, Paul Chambers